# Symbol of Salvation
| Recensione        | Giudizio |
| ----------------- | -------- |
| AllMusic          | [ 1 ]    |
| Rock Hard tedesco | [ 2 ]    |

Symbol of Salvation è il quarto album in studio del gruppo musicale statunitense Armored Saint, pubblicato nel 1991.

## Descrizione
Le canzoni di questo album sono state scritte e registrate su demo tra il 1988 e 1991 con il chitarrista originale David Prichard morto di leucemia prima della registrazione. Il primo assolo di chitarra su Tainted Past è stato estrapolato da un demo del 1989 registrato da Prichard. L'album è stato prodotto da Dave Jerden, che ha prodotto anche il primo album degli Anthrax con alla voce John Bush, il cantante degli Armored Saint.
Nel 2003, Metal Blade Records ha pubblicato nuovamente l'album in Edizione Speciale di 3 cd. Il primo disco è composto dalle 13 tracce originali rimasterizzate e i video musicali di Reign of Fire e Last Train Home. Il secondo disco contiene una versione tratta dai demo del periodo 1988-1991 e la prima parte di un'intervista alla band insieme a Brian Slagel, titolare della Metal Blade. Il terzo disco prosegue con l'ultima parte dell'intervista.
Nel 2005, Symbol of Salvation ha raggiunto la posizione 424 nel libro The 500 Greatest Rock & Metal Albums of All Time della rivista Rock Hard.

## Tracce
1. Reign of Fire – 3:57
2. Dropping Like Flies – 4:39
3. Last Train Home – 5:19
4. Tribal Dance – 4:07
5. The Truth Always Hurts – 4:20
6. Half Drawn Bridge – 1:27
7. Another Day – 5:32
8. Symbol of Salvation – 4:36
9. Hanging Judge – 3:45
10. Warzone – 3:38
11. Burning Question – 4:18
12. Tainted Past – 7:04
13. Spineless – 4:16

## Formazione
- John Bush - voce
- Jeff Duncan - chitarra
- Phil Sandoval - chitarra
- Joey Vera - basso
- Gonzo Sandoval - batteria
- David Prichard – primo assolo di chitarra in "Tainted Past"